# Cerámica Ofukei

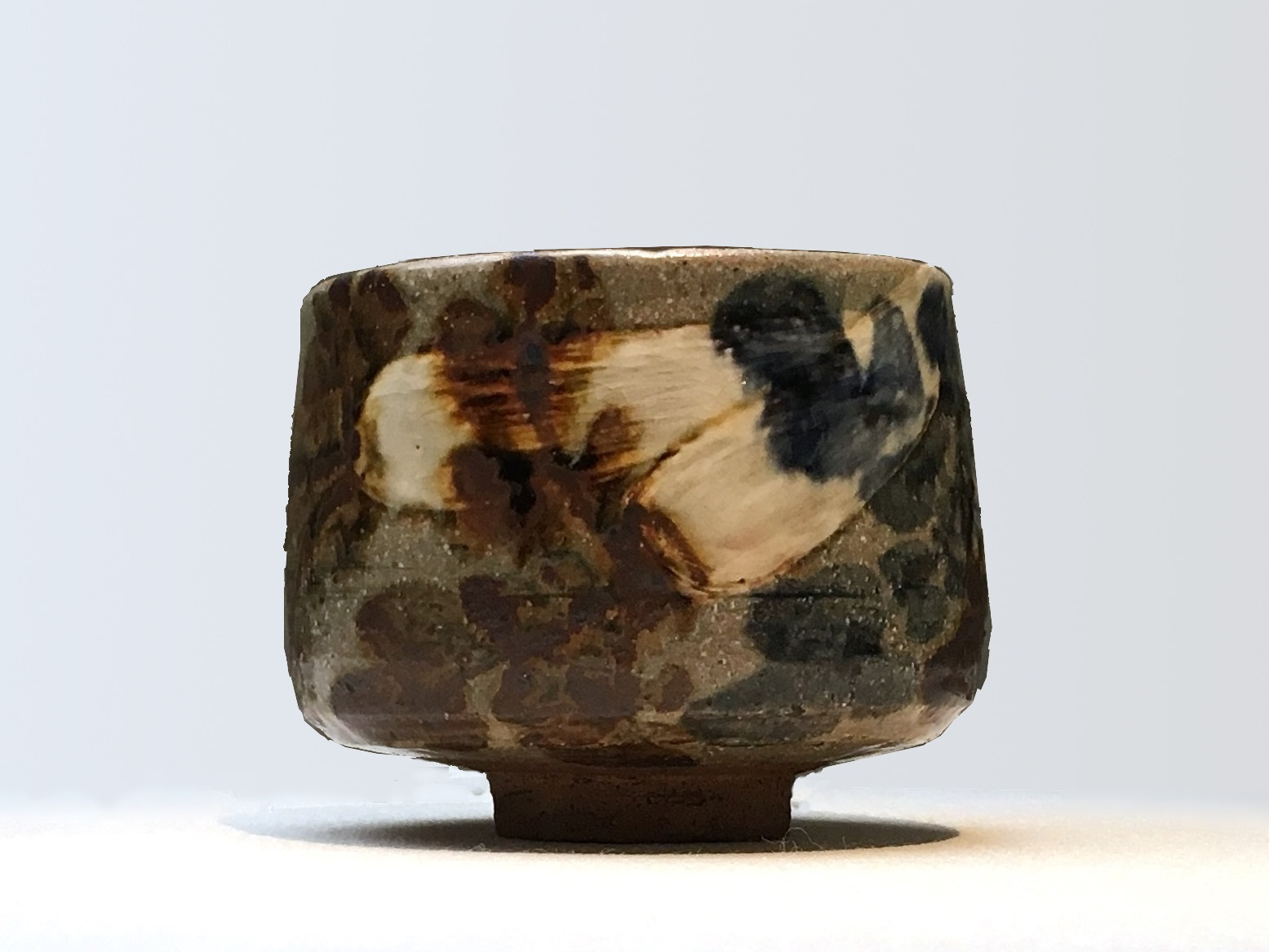
Chawan de loza Ofukei, engobe blanco, decoración pintada en azul y marrón bajo un esmalte transparente, con elementos del estilo Ogata Kenzan. Período Edo, primera mitad del. La rúbrica tiene comentarios de Urasenke iemoto Gengensai (玄々斎) de 11.ª generación.

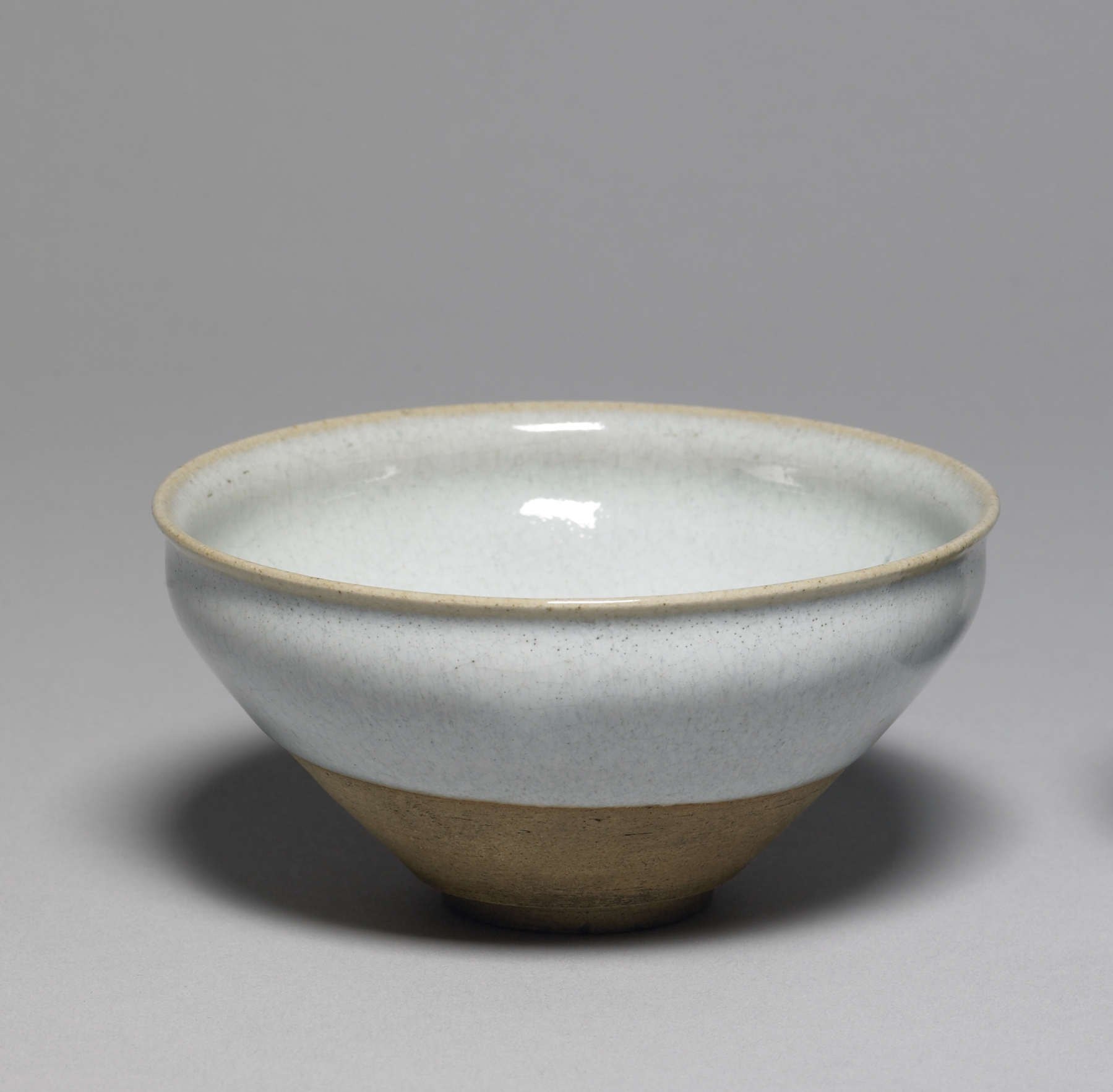
Cuenco de cerámica Ofuke blanca, gres, vidriado de ceniza de paja de arroz. Período Edo, entre 1700 y 1850

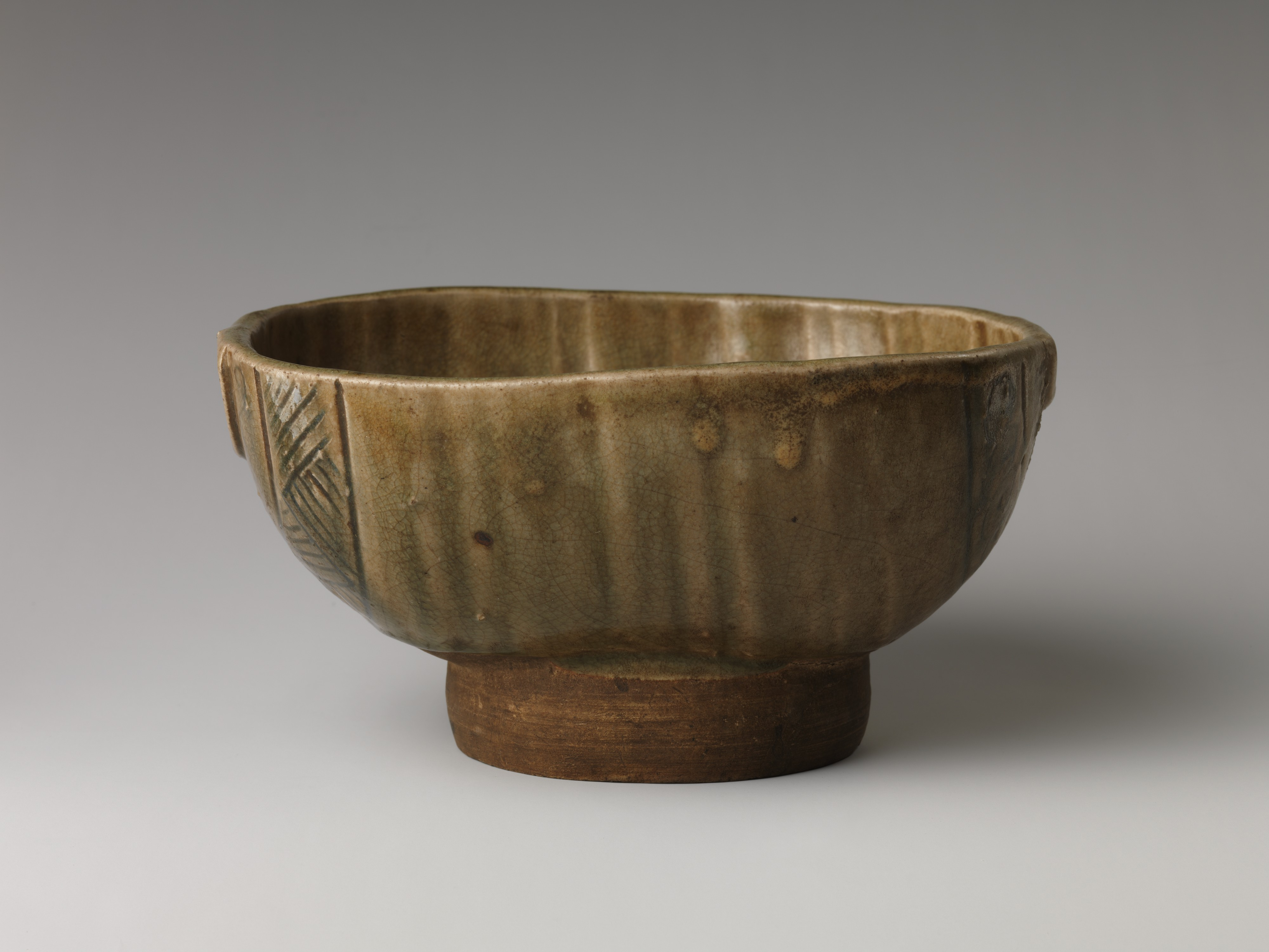
Cuenco de arcilla recubierto de un esmalte craquelado transparente sobre decoración incisa (cerámica Mino, tipo Ofuke), de Shuntai (1799-1878)

La Cerámica Ofukei (御深井焼 Ofukei-yaki?), también escrita Ofuke, es un tipo de cerámica japonesa que se produjo originalmente en Nagoya, en el centro de Japón.

## Historia
Durante la era Kan'ei (1624-1644), el primer señor de Owari Tokugawa Yoshinao (1601-1650) hizo construir un horno en la esquina del jardín Ofuke ( Ofuke-niwa御深井庭 o Ofuke-oniwa御深井御庭) en la parte norte de los terrenos del Castillo de Nagoya. Este tipo de taller privado se llamaba oniwa-yaki (御庭焼, literalmente "artículos de jardín"). Casi cada señor feudal tenía su propio oniwa-yaki, para también realizar encargos. Se invitó a los alfareros de Seto (Aichi). Por lo tanto, la cerámica Ofukei tiene vínculos con la Cerámica Seto. Su producción comenzó alrededor de 1670 y estuvo bajo el patrocinio de los señores Owari Tokugawa.
Se centró inicialmente en cajas de té (cha-ire) y cuencos para té (chawan). Los productos que salían del horno del castillo se realizaban generalmente para los señores, para su propio uso o como obsequio. La admiración del señor por la cerámica también fue imitada por otros samuráis de Owari, como Hirasawa Kurō y Masaki Sōzaburō, quienes fabricaron sus propias piezas.
Además, la cerámica Ofukei también se elaboraba en varios centros de cerámica Mino. Durante el gobierno del segundo señor Tokugawa Mitsutomo (1625-1700), la producción del horno se detuvo, pero bajo el gobierno del décimo señor Tokugawa Naritomo (1793-1850), alrededor de 1800, se reanudó. La fabricación finalmente cesó con el fin del feudalismo en la era Meiji durante la segunda mitad del siglo XIX. Otra cerámica que se produjo bajo el reinado del duodécimo señor Tokugawa Naritaka (1810-1845) fue la cerámica Kinjō Higashiyama y la cerámica Hagiyama.
La cerámica Ofuke se cocía con minerales de feldespato y presentaba un esmalte de ceniza transparente. Las piezas eran de todo tipo de formas y tamaños.
Hubo un grupo de artesanos de cerámica de Seto que elaboraba productos similares, conocidos con el nombre de Ofukeyu.